# Aedoeus geniculatus
Aedoeus geniculatus är en skalbaggsart som beskrevs av Waterhouse 1880. Aedoeus geniculatus ingår i släktet Aedoeus och familjen långhorningar.
Artens utbredningsområde är Madagaskar. Inga underarter finns listade i Catalogue of Life.